# Benjamin Chew Tilghman
Benjamin Chew Tilghman (Philadelphia, Pennsylvania, 1821. október 26. – Philadelphia, 1901. július 4.) amerikai katonatiszt, a homokfúvási eljárás feltalálója.

## Korai évek
Philadelphiában, Pennsylvania államban született 1821. október 26-án. Édesanyja Anne Marie (McMurtie) és édesapja Richard Tilghman harmadik gyermekeként.
A Bristol Főiskolán, majd a Pennsylvaniai Egyetemen tanult, ahol 1839-ben jogászként diplomázott, bár ügyvédi hivatását sosem gyakorolta a későbbiekben. A bátyjával, Richard-dal a háború előtt sok időt töltött Európában laboratóriumokban, főként Párizsban, ahol kémikusi munkákat végzett.

## Polgárháborús pályafutása
Az amerikai polgárháború kitörésekor önként jelentkezett a 26. Pennsylvaniai gyalogezredhez, előléptetését követően a 29. Pennsylvania önkéntes gyaloghadtest parancsnoka lett. 1863-ban súlyosan megsebesült a chancellorsville-i csatában, ezért hazaküldték. Felépülése után elfogadta az Egyesült Államok 3. színes csapatának ezredesi és parancsnoki kinevezését. (Színes csapatoknak nevezték a harcokhoz önkéntesen csatlakozó néger katonákból kialakított csapatokat.) 1865. április 13-án "kiemelkedő szolgálatáért" megkapta az Amerikai önkéntesek dandártábornoka címet.

## A homokfúvási eljárás
A legenda szerint Tilghman a háborúban a sivatagban látta a szélfútta homok hatását és ez volt a homokfúvással kapcsolatos találmányának alapja.
1870-ben feltalálta a homokfúvási eljárást, és az Egyesült Államokban szabadalmaztatta. Az US 108,408 számú szabadalmi leírás felsorol számos olyan alkalmazást, amelyekre ez a technika egyedülállóan alkalmas, mint például a reszelők élesítésére, palackok gravírozására, kazánok tisztítására vagy faanyagok öregbítésére. Később az Egyesült Királyságban is elnyerte a szabadalmat.

## Egyéb találmányok
Homokfúvással végzett munkáiban a kövek megmunkálásában is részt vett, ami arra késztette őt, hogy kitaláljon egy olyan gyártási eljárást a vas-lövedékhez, amelynek során fémolvadékot egy forgó felületre öntöttek, amelyből a gömböket hideg vízhez vezetnek (US 187,239, 1872). Nagy szükség volt erre az anyagra a kövek vágásához.
Körülbelül 1880-ban feltalálta a szálképződés szulfit módszerét a papírgyártáshoz, ez kritikus része volt a papírpép előállításának, amely a Kraft-eljárással versenyzett.
Szabadalmaztatta egy lassan égő porral hajtott "rakétaformájú" torpedó tervét is, ami azonban nem lett sikeres. Benjamin C. Tilghman II unokatestvérét segítették ebben a vállalkozásban.

## Vállalkozásai
Első cégét Philadelphia B.C. és R.A. Tilghman néven testvérével alakították ki a kőipar számára. 1879 körül Benjamin Londonba költözött, és egy új céget, a Tilghman Patent Sand Blast Co.-t alapított a Gray's Inn Road-nál. Ez a vállalat az egyik szabadalmi eljárását használta a reszelők és a ráspolyok megmunkálásához. Londonból Sheffieldbe költözött, amely az acélgyártás központja volt Angliában abban az időben. Később befektetett a George Richards Ltd. szerszámgép cégbe és a Cheshire-i Altrincham-be költözött.
1879-ben nyitotta meg kapuit új munkája Broadheath-ben, amely Nagy-Britanniában a homokszóró iparág központjává vált. Végül ez alakult később a Wheelabrator Tilghman vállalattá, és 2005 óta a Wheelabrator Csoport néven kereskedik.

## Végső búcsú
1901. július 3-án halt meg, és az ifjabb Szent Jakab-templomban temették el Philadelphiában.

## Ismert szabadalmai
- US 104,408 számú szabadalom – homokfúvás (1870)
- 133,501 számú amerikai egyesült államokbeli szabadalmi leírás , "A kő és egyéb kemény anyagok vágásának javítása" (1872) – vágókő acéllemezzel
- 174,167 számú amerikai egyesült államokbeli szabadalmi leírás , "A kemény felületeken történő kivitelezés folyamatának javítása" (1875)
- 187 239 számú amerikai egyesült államokbeli szabadalmi leírás – vas-lövedék gyártása (1872)
- Amerikai egyesült államokbeli szabadalmi leírás. 252 279 – reszelők élesítése (1877)
- 446 988 számú amerikai egyesült államokbeli szabadalmi leírás
- RE7,499 számú amerikai szabadalmi leírás
- Amerikai egyesült államokbeli szabadalmi leírás. 702,040, "Forgóhengeres homokfúvás" ("Benjamin C. Tilghman Jr.")
- A 416,873 számú amerikai egyesült államokbeli szabadalmi leírás "Vágás fémmel villamosan" (1889)
- UK szabadalmi leírás. 2147 (1870) – homokfúvás
- UK szabadalmi leírás. 2900 (1870) – robbanó kerék
- UK szabadalmi leírás. 13,510 (1885) – vas- és acéltekercsek érdesítése

## Fordítás
- Ez a szócikk részben vagy egészben  a   Benjamin Chew Tilghman című angol Wikipédia-szócikk fordításán alapul.  Az eredeti cikk szerkesztőit annak laptörténete sorolja fel. Ez a jelzés csupán a megfogalmazás eredetét és a szerzői jogokat jelzi, nem szolgál a cikkben szereplő információk forrásmegjelöléseként.